# Normalizovaný moštoměr
Das Normalizovaný moštoměr, slowakisch Normalizovaný muštomer (Einheitenzeichen: °NM), zu deutsch in etwa Standardisierte Mostwaage, ist eine gebräuchliche Maßeinheit in Tschechien und der Slowakei (neben den Klosterneuburger Zuckergraden), zur Bestimmung des Mostgewichtes von Wein. Dabei entspricht 1 °NM 1 kg Zucker auf 100 Liter Most. 
- °Oe = 3,845 · °NM + 10,8
- °KMW = 0,732 · °NM +3,2